# Suriname Chinese United Association
Suriname Chinese United Association (SCUA) is een Surinaamse koepelvereniging van veertien verenigingen van Chinese Surinamers en nieuw ingestroomde Chinezen.
Ze organiseert jaarlijks sinds 2015 de officiële viering van het Chinees Nieuwjaar in Suriname. Ook ondersteunt ze bij de organisatie van het Chinees filmfestival in Paramaribo. De vereniging onderhoudt nauwe contacten met de Chinese ambassade en verzorgt telkens een verwelkoming voor nieuwe Chinese ambassadeurs in Suriname voor haar achterban.
De organisatie behartigt de belangen van haar leden door onder meer een kritische opstelling tegenover regeringsbeleid zoals de hoogte van de stroomprijs en het toestaan van huurprijzen in buitenlandse valuta. Een gezagvol leider van de vereniging was Thomson Cheung, die jarenlang het roulerend voorzitterschap van SCUA had. Stephen Tsang, een voormalig secretaris bij de vereniging, maakte in 2015 zijn entree in De Nationale Assemblée en was van 2018 tot 2020 minister van Handel, Industrie en Toerisme.
SCUA is sinds het begin van de uitbraak van de coronapandemie goed op de hoogte van de ontwikkelingen in China en gaf eind januari 2020 al een negatief reisadvies tussen beide landen af. Een week later werd een geldinzamelingsactie gehouden voor de hulpverleners in China. In juni 2020, tijdens de beginmaanden van de coronacrisis in Suriname, werkte ze samen met de Charity Association Suriname-China in de schenkingen van mondkapjes en desinfecterende handgel. De donaties waren afkomstig van de Chinese gemeenschap in Suriname, zoals winkeliers.